# Niall Glúndub
Niall Glúndub, död 919, var en irländsk monark. 
Han var Irlands högkung mellan 915 och 917. 
Han bedrev utan framgång kampanjer mot vikingarna, som i allt större nummer bosatte sig på Irland under hans tid. 